# 1 de octubre
El  1 de octubre es el 274.º (ducentésimo septuagésimo cuarto) día del año —el 275.º (ducentésimo septuagésimo quinto) en los años bisiestos— en el calendario gregoriano. Quedan 91 días para finalizar el año.

## Acontecimientos
- 331 a. C.: Alejandro Magno derrota a Darío III de Persia en la batalla de Gaugamela, a 27 km al noreste de Mosul (Irak), y marca el fin del Imperio persa.
- 63: en Crimea, entre el mar de Azov y el mar Negro 45°12′N 36°36′E / 45.2, 36.6, a 20 km de profundidad sucede un terremoto de 6,4 grados en la escala de Richter. Véase Terremotos anteriores al siglo XX.
- 911: en Constantinopla durante el asedio de la ciudad, los theotokos construyen la iglesia de Santa María de Blanquerna.
- 959: en Inglaterra, Edgar el Pacífico se convierte en rey.
- 976: en Córdoba (España), muere el califa Al-Hákam II y se proclama como sucesor a su hijo Hisham, con solo ocho o nueve años de edad, iniciando un periodo de grave crisis de sucesión en Al-Ándalus.
- 1189: en San Juan de Acre, Gérard de Ridefort ―maestro de los Templarios desde 1184― muere en el asedio a esa ciudad.
- 1500: en la isla de Santo Domingo, Cristóbal Colón junto a sus hermanos Bartolomé y Diego son encarcelados por Francisco de Bobadilla, emisario de los Reyes Católicos y enviado a España a causa de las calumnias lanzadas contra él.
- 1777: en el Palacio de la Granja (España) se firma un tratado de límites en América entre España y Portugal.
- 1787: en Kinburn, en el estuario del río Dniéper, frente a Ochakiv (en el sur de Ucrania), los rusos derrotan a los turcos en la batalla de Kinburn.
- 1791: en Francia sesiona por primera vez la Asamblea Nacional Legislativa.
- 1792: en Cataluña (España) aparece el primer número del Diario de Barcelona.
- 1800: en los Estados Unidos, España cede el estado de Luisiana a Francia a través del Tercer Tratado de San Ildefonso.
- 1811: el primer barco que surca el río Misisipi llega a Nueva Orleans.
- 1812: en Montevideo (Uruguay) fuerzas argentinas comienzan el sitio contra los españoles.
- 1813: en Bolivia, a unos 140 km al noroeste de Potosí, las tropas españolas vencen a los revolucionarios de varios países sudamericanos (liderados por el abogado argentino Manuel Belgrano) en la batalla de Vilcapugio.
- 1814: en Chile comienza la batalla conocida como Desastre de Rancagua. Tropas españolas, enviadas a Chile por el virrey de Perú para someter a los independentistas, entran en Santiago y se mantendrán en el país hasta la llegada del argentino José de San Martín, en 1817.
- 1823: en España, el rey Fernando VII restablece la Inquisición española.
- 1827: la ciudad de Ereván (capital de Armenia) es invadida por la armada rusa bajo las órdenes de Iván Paskévich. Termina así un milenio de dominación musulmana.
- 1843: en Londres comienza a publicarse el diario News of the World.
- 1847: en Alemania, el inventor e industrial Ernst Werner von Siemens funda Siemens & Halske.
- 1860: Durante la Batalla del Volturno (Italia), Garibaldi derrota a las tropas de Francisco II de las Dos Sicilias, acción decisiva para la suerte de las dos Sicilias.
- 1862: se funda el Pueblo Ceballos que luego en 1884 pasaría a llamarse Rivera (Rivera es uno de los 19 Departamento de la República Oriental del Uruguay)
- 1869: en el Imperio Austro-Húngaro se emite la primera tarjeta postal de la historia con franqueo impreso.
- 1880: en los Estados Unidos, Thomas Edison funda la primera compañía eléctrica del mundo.
- 1887: el Imperio británico conquista Balochistán.
- 1889: en Japón se funda Nagoya.
- 1890: en Washington, el Congreso declara los parques nacionales Yosemite y Yellowstone.
- 1891: en los Estados Unidos abre sus puertas la Universidad de Stanford.
- 1898: el zar Nikolay II expulsa a los judíos de la mayor parte de las ciudades rusas.
- 1901: en Madrid (España) se constituye la Sociedad General de Autores y Editores.
- 1905: en Praga, el joven carpintero František Pavlík muere en una manifestación, inspirando una composición de piano de Leoš Janáček.
- 1907: en Nueva York comienza el servicio de taxímetros.
- 1908: en Estados Unidos sale al mercado el modelo Ford T, creado por Henry Ford.
- 1910: en Los Ángeles, una bomba destruye el edificio de Los Angeles Times, matando a 21 personas.
- 1912: en Paraguay se funda el Club Cerro Porteño.
- 1914: en Arrás (Francia), al inicio de la Primera Guerra Mundial, durante la Carrera al mar el ejército francés vence al ejército alemán en la batalla de Arrás.
- 1914: en la Ciudad de México, inician las sesiones de la Junta Revolucionaria convocada por Venustiano Carranza.
- 1918: en Siria, en el ámbito de la Primera Guerra Mundial, las fuerzas árabes ―bajo el mando de T. E. Lawrence (Lawrence de Arabia)― capturan Damasco.
- 1920: en Basra (Irak), Percy Cox aterriza para asumir sus responsabilidades como Alto Comisionado de Irak.
- 1928: la Unión Soviética introduce el Plan Quinquenal.
- 1931: en España, la Constitución de la Segunda República reconoce el sufragio universal concediendo el derecho al voto a las mujeres.
- 1931: entre Nueva York y Nueva Jersey se inaugura el Puente George Washington.
- 1936: en Burgos (España), Francisco Franco es nombrado jefe de Estado por el bando nacional.
- 1938: Alemania inicia la anexión de los Sudetes durante la Crisis de los Sudetes.
- 1941: apertura del campo de concentración de Majdanek  (Alemán: Konzentrationslager Lublin), más tarde campo de exterminio, en la Polonia ocupada.
- 1942: el barco estadounidense USS Grouper torpedea y hunde el barco Lisbon Maru sin saber que transportaba prisioneros británicos de Hong Kong.
- 1942: primer vuelo del avión Bell P-59 Airacomet.
- 1943: en Italia, las fuerzas aliadas invaden Nápoles.
- 1944: tropas soviéticas entran en Yugoslavia.
- 1945: en Argentina, la primera "Policía de Estado" en el mundo, (creada por Bernardino Rivadavia ministro de Gobierno de Buenos Aires el 24 de diciembre de 1821) por su representación territorial en todas las provincias y en virtud de su injerencia de carácter federal cambia su denominación a "Policía Federal Argentina".[1]
- 1946: Se funda Mensa, la asociación de alto cociente intelectual, en Oxford, Reino Unido.
- 1946: en el Juicio de Núremberg (que comenzó el 20 de noviembre de 1945), se sentencia a los líderes del nazismo; doce son condenados a muerte y tres a cadena perpetua.
- 1947: primer vuelo del avión F-86 Sabre.
- 1949: Mao Zedong proclama la República Popular China.
- 1954: en Argelia comienza la guerra de liberación contra los imperialistas franceses.
- 1958: en los Estados Unidos se inaugura la agencia espacial NASA.
- 1960: Nigeria se independiza del Imperio británico.
- 1961: Camerún del Este y del Oeste se unen para formar la República Federal de Camerún.
- 1961: a 101 metros bajo tierra, en el área U3aa del Sitio de pruebas atómicas de Nevada (a unos 100 km al noroeste de la ciudad de Las Vegas), a las 13:30 (hora local) Estados Unidos detona su bomba atómica Boomer, de 0,1 kt. Es la bomba n.º 199 de las 1129 que Estados Unidos detonó entre 1945 y 1992.
- 1961: en los Estados Unidos inicia sus emisiones diarias el canal CTV Television Network.
- 1963: en Honduras, el presidente democrático Ramón Villeda Morales es derrocado por un golpe militar encabezado por Oswaldo López Arellano.
- 1964: entre Tokio y Osaka se inaugura el tren Shinkansen (tren bala).
- 1965: en Indonesia el general Suharto realiza un golpe de Estado.
- 1966: en Wemme (Oregón) se estrella el vuelo 956 de West Coast Airlines. Es la primera tragedia de un DC-9.
- 1967: comienzan las detenciones en Cuba por el Caso de la microfracción.
- 1969: el Concorde rompe por primera vez la barrera del sonido.
- 1969: en el área U3hk3 del Sitio de pruebas atómicas de Nevada (a unos 100 km al noroeste de la ciudad de Las Vegas), a las 6:30 (hora local) Estados Unidos detona tres bombas atómicas en tres hoyos diferentes a 118 metros bajo tierra: Seaweed-1, Seaweed-2 y Seaweed-3, de menos de 20 kt cada una. Son las bombas n.º 638, 639 y 640 de las 1129 que Estados Unidos detonó entre 1945 y 1992.
- 1971: en Orlando (Florida) abre sus puertas Walt Disney World.
- 1971: Se realiza la primera tomografía axial computarizada (TAC) para diagnosticar a una paciente.
- 1975: en España, un atentado contra 4 policías es la primera acción del GRAPO.
- 1975: las islas Seychelles se independizan del Imperio británico.
- 1975: en Manila (Filipinas) Muhammad Ali derrota a Joe Frazier en un combate de boxeo.
- 1978: Tuvalu se independiza de Reino Unido.
- 1978: en Alto Volta se funda el Partido Comunista Revolucionario Voltaico.
- 1979: Estados Unidos devuelve a Panamá la soberanía sobre el Canal de Panamá.
- 1981: a 472 m bajo tierra, en el Área U12p.03 del Sitio de pruebas atómicas de Nevada (a unos 100 km al noroeste de la ciudad de Las Vegas), a las 11:00 (hora local) Estados Unidos detona su bomba atómica Paliza, de 38 kt. Es la bomba n.º 964 de las 1129 que Estados Unidos detonó entre 1945 y 1992.
- 1982: en la República Federal de Alemania, el democristiano Helmut Kohl sucede al socialdemócrata Helmut Schmidt.
- 1982: Sony lanza su primer lector de compact disc (modelo CDP-101).
- 1983: los países del Pacto Andino aprueban el plan de Perú para que Bolivia logre una salida al mar utilizando puertos peruanos.
- 1985: en Túnez, fuerzas aéreas israelíes atacan cuarteles generales de OLP. Mueren 50 personas y 100 resultan heridas en este ataque aéreo.
- 1987: el coronel Sitiveni Rabuka, tras dar un golpe de Estado, se autoproclama presidente de Fiyi, que 15 días después serán expulsadas de la Comunidad Británica de Naciones.
- 1988: en Moscú, Mijaíl Gorbachov es elegido por unanimidad jefe del Estado soviético.
- 1989: Dinamarca es el primer país que reconoce las uniones entre personas del mismo sexo.
- 1990: en Chile inicia sus transmisiones el noticiero 24 Horas, por TVN.
- 1991: en Alma Ata (Kazajistán), los dirigentes de 12 repúblicas soviéticas acuerdan constituir una comunidad económica de Estados soberanos, con la reserva de Letonia.
- 1992: en Estados Unidos, el Senado aprueba el START I (Tratado de Reducción de Armas Estratégicas).
- 1992: en Estados Unidos, la empresa Turner Broadcasting estrena Cartoon Network.
- 1993: inicia sus transmisiones MTV Latinoamérica.
- 1994: Palaos se independiza de Estados Unidos.
- 1994: en una sucursal de la secta Orden del Templo Solar en Morin Heights (cerca de Quebec, en Canadá), es asesinado Emmanuel Dutoit, un bebé de tres meses hijo de un miembro de la secta. El bebé fue apuñalado repetidas veces con una estaca de madera por orden del rosacruz francés Joseph di Mambro (1924-1994), quien afirmaba que el bebé era el Anticristo descrito en el Nuevo Testamento, que había nacido dentro de su grupo para evitar que Di Mambro tuviera éxito en su viaje espiritual.
- 1996: el Consejo de Seguridad de la ONU levanta definitivamente las sanciones a Yugoslavia, impuestas en 1992 y 1993 debido a la guerra de Bosnia.
- 1996: en Washington D. C. se realiza la entrevista de Benjamín Netanyahu y Yasser Arafat, con Bill Clinton como mediador, devaluada por la ausencia de Hosni Mubarak.
- 1998: Vladímir Putin se convierte en miembro permanente del Consejo de Seguridad de la Federación Rusa.
- 2003: se crea la página 4chan.
- 2004: en Doha, el Consejo Olímpico de Asia aprueba el Reglamento antidopaje que aplicará para los Juegos Asiáticos y cualquier otro evento deportivo de Asia.[2]
- 2005: en Bali, una bomba mata a 19 personas.
- 2005: en Santa Ana (El Salvador) hace erupción el volcán Ilamatepec.
- 2015: en el municipio Santa Catarina Pinula, a 6 km al este del aeropuerto La Aurora (en el sur de la ciudad de Guatemala), a las 22:00 un alud aplasta 125 casas, dejando unos 100 muertos y 600 desaparecidos. (Tragedia de El Cambray II).
- 2016: en España, Pedro Sánchez dimite como secretario general del PSOE.[3]
- 2016: el Fondo Monetario Internacional reconoce oficialmente al yuan chino como moneda de reserva, al incluirlo en la canasta de Derechos Especiales de Giro (DEGs).[4]
- 2017: en Cataluña, se celebra un referéndum de independencia, considerado ilegal tras haber sido suspendido por el Tribunal Constitucional.[5][6][7]
- 2017: en un concierto en Las Vegas, Estados Unidos de América, se produce un tiroteo, dejando un saldo de 59 muertos y 851 heridos. Es la mayor masacre del país desde los atentados del 11 de septiembre de 2001.
- 2018: la Corte Internacional de Justicia de La Haya falla a favor de Chile en la demanda marítima por parte de Bolivia en el contencioso por la salida al mar del segundo país.
- 2024: Claudia Sheinbaum Pardo, asume el cargo de presidenta, convirtiéndose en la 66° Presidente de México y en la primera mujer en asumir el cargo de presidenta en la historia de México.
- 2024: En este mismo contexto en México, se celebra por primera vez en esta fecha, la transición del Poder Ejecutivo Federal, la cual se realizaba antes el 1 de diciembre de cada 6 años.

## Nacimientos
- 86 a. C.: Salustio, historiador romano (f. 34 a. C.).
- 208: Alejandro Severo, emperador romano (f. 235).
- 1207: Enrique III, aristócrata y rey inglés entre 1216 y 1272 (f. 1272).
- 1348: Isabel de Francia, aristócrata francesa (f. 1372).
- 1541: El Greco, pintor griego (f. 1614).
- 1627: Galeazzo Marescotti, cardenal italiano (f. 1726).
- 1685: Carlos VI de Alemania, emperador romano-germánico (f. 1740).
- 1756: Francisco Santpons, médico e inventor español (f. 1821).
- 1760: William Thomas Beckford, escritor y político británico (f. 1844).
- 1771: Pierre Baillot, violinista y compositor francés (f. 1842).
- 1780: Göran Wahlenberg, botánico sueco (f. 1851).
- 1791: Sergéi Aksákov, escritor ruso (f. 1859).
- 1796: José María Espinosa,  fue un prócer de la Independencia, pintor y cronista colombiano. (f. 1883).
- 1800: Lars Levi Laestadius, botánico sueco (f. 1861).
- 1825: Luis Martos y Potestad, militar y político conservador español (f. 1892).
- 1842: Charles Cros, poeta e inventor francés (f. 1888).
- 1844: Carlos Fuero, militar y político mexicano (f. 1892).
- 1847: Annie Besant, escritora, educadora y periodista británica (f. 1933).
- 1855: José Benlliure, pintor español (f. 1937).
- 1865: Paul Dukas, compositor francés (f. 1935).
- 1867: Fernand Pelloutier, anarquista y sindicalista francés (f. 1901).
- 1878: Othmar Spann, filósofo y economista austríaco (f. 1950).
- 1881: William E. Boeing, ingeniero y pionero de la aviación estadounidense (f. 1956).
- 1884: Vicente Risco, político e intelectual español (f. 1963).
- 1889: Minta Durfee, actriz estadounidense (f. 1975).
- 1890: César Barja, crítico literario español (f. 1952).
- 1890: Stanley Holloway, actor británico (f. 1982).
- 1892: Emilio Pettoruti, pintor argentino (f. 1971).
- 1893: Marianne Brandt, escultora alemana (f. 1983).
- 1893: Yip Man, maestro de Artes Marciales (f. 1972).
- 1895: Juan Abelló Pascual, farmacéutico español (f. 1983).
- 1896: Liaquat Ali Khan, primer ministro pakistaní (f. 1951).
- 1896: Ted Healy, actor estadounidense (f. 1937).
- 1899: Ernest Haycox, escritor estadounidense (f. 1950).
- 1903: Vladimir Horowitz, pianista ucraniano-estadounidense (f. 1989).
- 1904: Otto Robert Frisch, físico austríaco-británico (f. 1979).
- 1904: A. K. Gopalan, líder comunista indio (f. 1977).
- 1905: Alfons Goppel, político alemán (f. 1991).
- 1909: Maurice Bardèche, fascista francés (f. 1998).
- 1909: Miquel Batllori, historiador español (f. 2003).
- 1910: Fritz Köberle, físico austríaco (f. 1983).
- 1910: Bonnie Parker, forajida estadounidense (f. 1934).
- 1912: Tulio Jacovella, periodista, editor de libros y escritor argentino (f. 1994).
- 1912: Kathleen Ollerenshaw, matemática y política británica (f. 2014).
- 1913: Hélio Gracie, luchador brasileño (f. 2009).
- 1914: Daniel J. Boorstin, historiador y escritor estadounidense (f. 2004).
- 1915: Jerome Bruner, psicólogo estadounidense (f. 2016).
- 1917: René de Rooy, escritor surinamés (f. 1974).
- 1918: Raimundo Blanco, futbolista español (f. 1984).
- 1920: Walter Matthau, actor estadounidense (f. 2000).
- 1920: Jaime Miralles, abogado español (f. 2003).
- 1921: James Whitmore, actor estadounidense (f. 2009).
- 1922: Chen Ning Yang, físico chino-estadounidense, premio Nobel de Física en 1957.
- 1922: Ernane Galvêas, economista brasileño (f. 2022).
- 1923: Yuki Nambá, actriz argentina (f. 2006).
- 1923: Julio Mario Santo Domingo, empresario e industrial panameño (f. 2011).
- 1923: Mary Morello, activista estadounidense

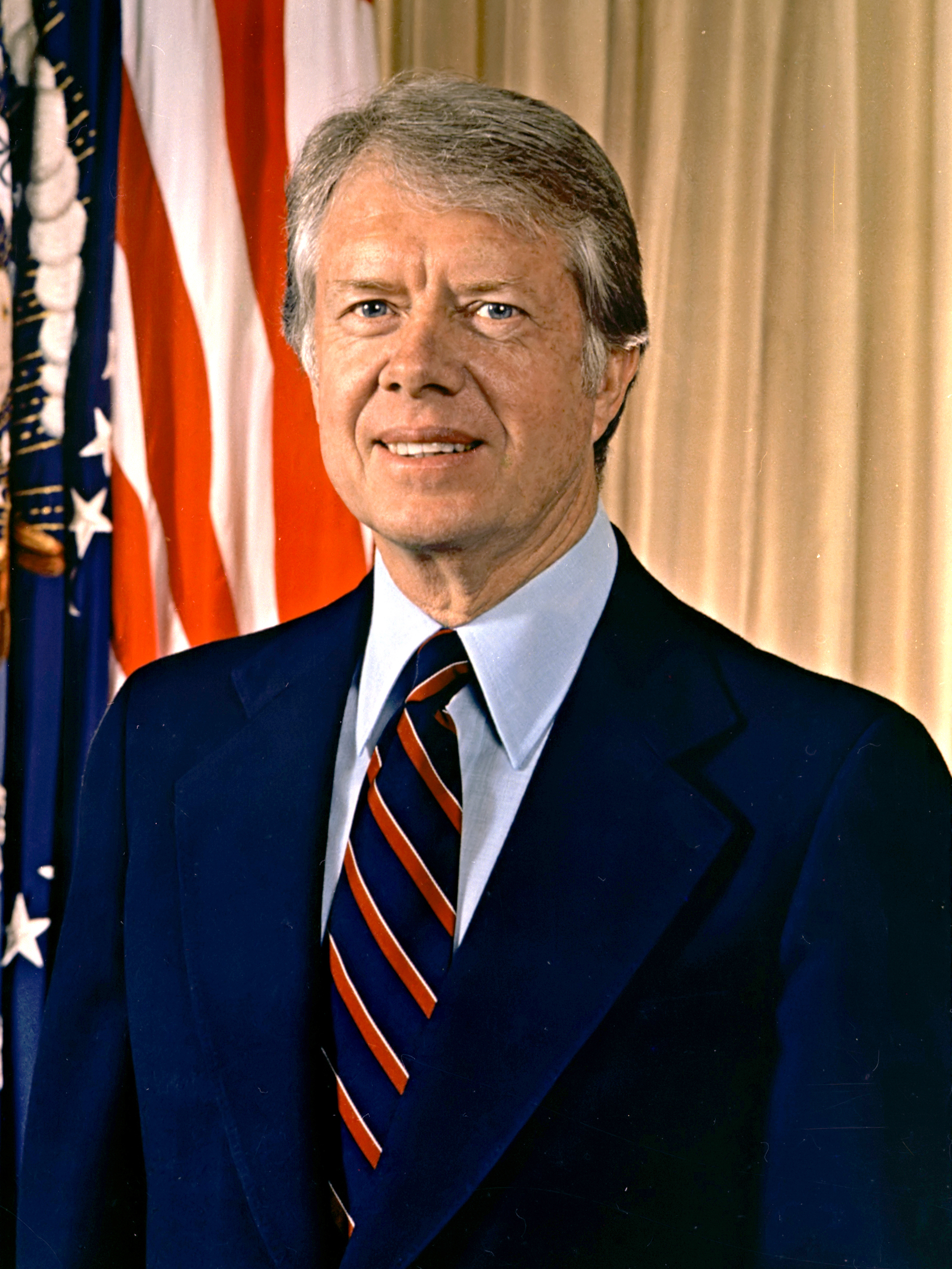
Jimmy Carter

- 1924: Jimmy Carter, político estadounidense; Gobernador de Georgia entre 1971 y 1975; Presidente de los Estados Unidos entre 1977 y 1981 y Premio Nobel de la Paz en 2002 (f. 2024).
- 1924: William Rehnquist, abogado y juez estadounidense (f. 2005).
- 1927: Kazuya Sakai, pintor argentino de origen japonés (f. 2001).
- 1927: Tom Bosley, actor estadounidense (f. 2010).
- 1928: Laurence Harvey, actor británico de origen lituano (f. 1973).
- 1928: George Peppard, actor estadounidense (f. 1994).
- 1928: Willy Mairesse, piloto de automovilismo belga (f. 1969).
- 1928: Zhu Rongji, político chino.
- 1929: Ernesto Grillo, futbolista argentino (f. 1998).
- 1930: Richard Harris, actor irlandés (f. 2002).
- 1930: Philippe Noiret, actor francés (f. 2006).
- 1931: Sylvano Bussotti, compositor italiano (f. 2021).
- 1931: Alan Wagner, hombre de negocios estadounidense (f. 2007).
- 1932: Albert Collins, guitarrista estadounidense (f. 1993).
- 1933: Pozzi Escot, compositora y teórica musical estadounidense de origen peruano.
- 1934: Emilio Botín, banquero español (f. 2014).
- 1935: Julie Andrews, actriz británica.
- 1935: Julio Jaramillo, cantante ecuatoriano (f. 1978).
- 1936: Duncan Edwards, futbolista británico (f. 1958).
- 1936: Jorge «Cuque» Sclavo, escritor, humorista, periodista y publicista uruguayo (f. 2013).
- 1936: Stella Stevens, actriz y modelo estadounidense (f. 2023).
- 1936: Edward Villela, bailarín y coreógrafo estadounidense.
- 1940: Julio César Benítez, futbolista uruguayo (f. 1968).
- 1942: Jean-Pierre Jabouille, automovilista francés.
- 1942: Günter Wallraff, periodista y escritor alemán.
- 1943: Jean-Jacques Annaud, cineasta francés.
- 1943: Jerry Martini, saxofonista estadounidense, de la banda Sly & the Family Stone.
- 1943: José Santacruz Londoño, narcotraficante colombiano (f. 1996).
- 1945: Haris Silajdžić, político y académico bosnio.
- 1945: Rod Carew, beisbolista panameño.
- 1945: Donny Hathaway, cantante de soul estadounidense (f. 1979).
- 1945: Ram Nath Kovind, político indio, presidente de la India entre 2017 y 2022.
- 1945: Patty Shepard, actriz estadounidense (f. 2013).
- 1947: Francisco Álvarez-Cascos, político español.
- 1947: Aarón Ciechanover, biólogo israelí, premio Nobel de Química en 2004.
- 1947: Stephen Collins, actor estadounidense.
- 1947: Remigio Hermoso, beisbolista, entrenador y político venezolano.
- 1947: Mariska Veres, cantante neerlandesa, de la banda Shocking Blue (f. 2006).
- 1947: Andrés do Barro, cantante español (f. 1989).
- 1948: Cub Koda, cantante estadounidense, de la banda Brownsville Station (f. 2000).
- 1949: Gerónimo Saccardi, futbolista argentino (f. 2002).
- 1949: Isaac Bonewits, escritor estadounidense (f. 2010).
- 1949: André Rieu, violinista y compositor neerlandés.
- 1950: Randy Quaid, actor estadounidense.
- 1950: Marco Tullio Giordana, cineasta italiano
- 1953: Grete Waitz, atleta noruega (f. 2011).
- 1953: Franklin Vírgüez, actor venezolano de televisión y cine
- 1953: Klaus Wowereit, político alemán, alcalde de Berlín.
- 1953: Jesús Zambrano Grijalva, político mexicano.
- 1954: Ricardo Solari, ingeniero chileno.
- 1955: Manuel Vicente, actor argentino.
- 1956: Marcos Alonso Peña, futbolista y entrenador español.
- 1956: Andrus Ansip, político y primer ministro estonio.
- 1956: Theresa May, política y primera ministra británica.
- 1958: Zeta Bosio, bajista argentino, de la banda Soda Stereo.
- 1958: Héctor Abad Faciolince, escritor colombiano.
- 1959: Nito Artaza, actor, humorista y político argentino.
- 1959: Youssou N'Dour, cantante senegalés.
- 1960: Máxima Apaza, política y activista indígena boliviana.
- 1961: Rico Constantino, luchador estadounidense.
- 1962: Juana Molina, cantautora y actriz cómica argentina.
- 1962: Esai Morales, actor estadounidense.
- 1962: Iñaki Munita, batería español, de la banda Ángeles del Infierno.
- 1963: Mark McGwire, beisbolista estadounidense.
- 1963: Jean-Denis Délétraz, piloto de carreras suizo.
- 1964: Max Matsuura, productor musical japonés.
- 1965: Cindy Margolis, modelo estadounidense.
- 1965: Ted King, actor estadounidense.
- 1966: George Weah, futbolista y político liberiano, presidente de Liberia entre 2018 y 2024.
- 1966: Cuco Ziganda (José Ángel Ziganda), futbolista español.
- 1966: Nina, actriz y cantante española.
- 1969: Zach Galifianakis, actor y comediante grecoestadounidense.
- 1969: Ori Kaplan, músico israelí de jazz.
- 1969: Marcus Stephen, expresidente de Nauru.
- 1971: Sonia Monroy, cantante y bailarina española.
- 1974: Keith Duffy, cantante y actor irlandés, de la banda Boyzone.
- 1974: Nach (Ignacio Fornés Olmo), rapero español.
- 1975: Bimba Bosé, cantante y diseñadora española (f. 2017).
- 1975: Chulpan Khamatova, actriz rusa.
- 1975: Víctor García, cantante y actor mexicano.
- 1975: Zoltán Sebescen, futbolista alemán.
- 1976: Ümit Karan, futbolista turco.
- 1976: Dora Venter, actriz porno húngara.
- 1977: Claudia Palacios, periodista y presentadora colombiana.
- 1978: Leticia Cline, modelo estadounidense.
- 1979: Gilberto Martínez, futbolista costarricense.
- 1980: Sarah Drew, actriz estadounidense.
- 1981: Júlio Baptista, futbolista brasileño.
- 1981: Silvio Dulcich, futbolista argentino.
- 1983: Juan Cominges, futbolista peruano.
- 1983: Mirko Vučinić, futbolista montenegrino.
- 1983: Valeria Lucca, futbolista chilena.
- 1984: Leandro Gioda, futbolista argentino.
- 1984: Mónica Spear, actriz y modelo venezolana, ex Miss Venezuela (f. 2014).
- 1985: Tirunesh Dibaba, atleta etíope.

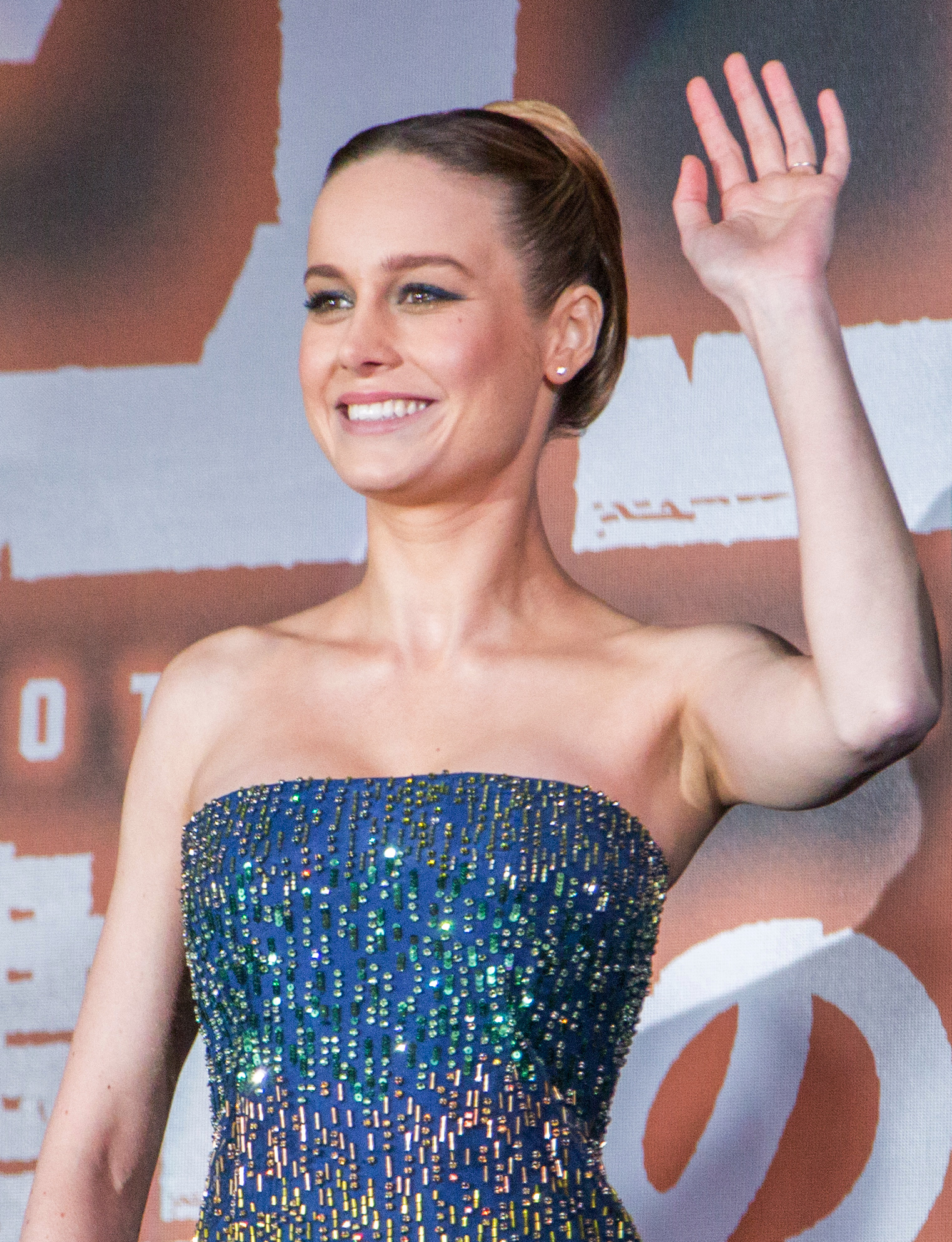
Brie Larson

- 1985: Isis King, modelo transexual estadounidense.
- 1986: Ricardo Vaz Té, futbolista portugués.
- 1986: Daniela Katzenberger, modelo y estrella de telerrealidad alemana.
- 1986: Sayaka Kanda, seiyū y cantante japonesa (f. 2021).
- 1987: Matthew Daddario, actor estadounidense.
- 1987: Ahmed Khairy, futbolista egipcio.
- 1987: Alia Guagni, futbolista italiana.
- 1987: Laura Rus, futbolista rumana.
- 1988: Cariba Heine, actriz sudafricana.
- 1989: Brie Larson, actriz, directora, guionista, cantante y youtuber estadounidense.
- 1989: Guido Falaschi, piloto de automovilismo argentino (f. 2011).
- 1989: Ofentse Nato, futbolista botsuano.
- 1989: Juanfri, futbolista español.
- 1990: Hazal Kaya, actriz turca.
- 1990: Jan Kirchhoff, futbolista alemán.
- 1991: Chiara Molina, actriz peruana.
- 1991: Timothée Kolodziejczak, futbolista francés.
- 1992: Xander Bogaerts, beisbolista arubeño.
- 1992: Gļebs Kļuškins, futbolista letón.
- 1993: Pablo Gállego Lardiés, futbolista español.
- 1994: Aleš Čermák, futbolista checo.
- 1995: Siyeon, integrante de Dreamcatcher
- 1996: Dererk Pardon, baloncestista estadounidense.
- 1996: Saeid Ezatolahi, futbolista iraní.
- 1997: Jade Bird, cantante británica.
- 1997: Mattia Vitale, futbolista italiano.
- 1997: Lelê, futbolista brasileño.
- 1997: Irek Rizayev, ciclista ruso.
- 1998: Agustín Canobbio, futbolista uruguayo.
- 1998: Yvann Maçon, futbolista francés.
- 1998: Bagrati Niniashvili, yudoca georgiano.
- 1998: Guilherme Costa, nadador brasileño.
- 1998: Jehan Daruvala, piloto de automovilismo indio.
- 1998: Daniel Gafford, baloncestista estadounidense.
- 1998: Erick Gil, futbolista mexicano.
- 1998: Lloyd Kelly, futbolista británico.
- 1998: Clara Guerra, remera italiana.
- 1999: Nell Tiger Free, actriz y cantante británica.
- 1999: Josema Vivancos, futbolista español.
- 1999: Majmadbek Majmadbekov, yudoca ruso.
- 1999: Ali Majrashi, futbolista saudí.
- 1999: Jacob Eriksson, ciclista sueco.
- 2000: David Òrrit, baloncestista español.
- 2001: Luna Blaise, actriz estadounidense.
- 2001: Mason Greenwood, futbolista inglés.
- 2002: Alessandro Bianco, futbolista italiano.
- 2002: Sunusi Ibrahim, futbolista nigeriano.
- 2004: Martina Fernández, futbolista española.
- 2006: Priah Ferguson, actriz estadounidense.

## Fallecimientos
- 1040: Alan III, aristócrata británico (n. 997).
- 1189: Gérard de Ridefort, aristócrata francés, maestre de los templarios (n. 1140).
- 1310: Beatriz de Borgoña, aristócrata francesa (n. 1257).
- 1404: Bonifacio IX, papa italiano (n. 1356).
- 1499: Marsilio Ficino, filósofo italiano (n. 1433).
- 1567: Pietro Carnesecchi, humanista italiano (n. 1508).
- 1570: Frans Floris, pintor flamenco (n. 1520).
- 1574: Marten Jacobszoon Heemskerk van Veen, pintor neerlandés (n. 1498).
- 1578: Juan de Austria, militar español (n. 1545).
- 1602: Hernando de Cabezón, compositor español (n. 1541).
- 1684: Pierre Corneille, dramaturgo francés (n. 1606).
- 1693: Pedro Abarca, teólogo español (n. 1619).
- 1704: Cornelis Dusart, pintor neerlandés (n. 1660).
- 1708: John Blow, compositor británico (n. 1649).
- 1808: Carl Gotthard Langhans, arquitecto alemán (n. 1732).
- 1847: Rafael Esteve, grabador español (n. 1772).
- 1852: Ferdinand Eisenstein, matemático alemán (n. 1823).
- 1864: Juan José Flores, militar venezolano, fundador de la República del Ecuador (n. 1800).
- 1866: Juan Vicente González, escritor romántico venezolano (n. 1810).
- 1873: Edwin Landseer, pintor británico (n. 1802).
- 1901: Abdur Rahman Khan, amir afgano (n. 1844).
- 1911: Wilhelm Dilthey, filósofo, psicólogo e historiador alemán (n. 1833).
- 1919: Carlota de Prusia, princesa alemana y duquesa de Sajonia-Meiningen (n. 1860).
- 1929: Antoine Bourdelle, escultor francés (n. 1861).
- 1943:  Ksenia Konstantinova, médica militar soviética y Heroína de la Unión Soviética (n. 1925).
- 1947: Gregorio Martínez Sierra, escritor español (n. 1881).
- 1959: Enrico De Nicola, político italiano (n. 1877).
- 1964: Ernst Toch, músico austriaco (n. 1887).
- 1967: Miguel Ángel Espino, periodista y escritor salvadoreño (n. 1902).
- 1972: Louis Leakey, arqueólogo y paleontólogo británico (n. 1903).
- 1974: Spyridon Marinatos, arqueólogo griego (n. 1901).
- 1975: Al Jackson, baterista estadounidense, de la banda Booker T. & the M.G.'s (n. 1935).
- 1977: Victorio Blanco, actor mexicano (n. 1893).
- 1980: Mercedes Agurcia, dramaturga hondureña (n. 1903).
- 1985: E. B. White, escritor y ensayista estadounidense (n. 1899).
- 1988: Sacheverell Sitwell, escritor británico (n. 1897).
- 1989: Manuel Clouthier, político y empresario mexicano (n. 1934).
- 1990: John S. Bell, físico estadounidense (n. 1928).
- 1990: Curtis LeMay, general estadounidense (n. 1906).
- 1992: Petra Kelly, pacifista alemana (n. 1947).
- 1994: André Lwoff, médico francés, premio nobel de medicina en 1965 (n. 1902).
- 1994: Paul Lorenzen, filósofo alemán (n. 1915).
- 1997: Jerome H. Lemelson, inventor estadounidense (n. 1923).
- 1999: Juan de Arespacochaga, ingeniero y político español (n. 1920).
- 2001: Silvio Fernández Melgarejo, músico español de rock (n. 1944).
- 2003: Antonio Truyol y Serra, jurista español (n. 1913).
- 2004: Richard Avedon, fotógrafo estadounidense (n. 1923).
- 2004: Bruce Palmer, músico canadiense, de la banda Buffalo Springfield (n. 1946).
- 2006: Yoshihiro Yonezawa, crítico de mangas japonés, cofundador y presidente del Comiket (n. 1953).[8]
- 2007: Al Oerter, atleta estadounidense (n. 1936).
- 2007: Maguba Sirtlanova, aviadora soviética (n. 1912)
- 2009: Cintio Vitier, poeta y novelista cubano (n. 1921).
- 2010: José Ángel Ezcurra, periodista y editor español (n. 1921).
- 2012: Octavio Getino, cineasta argentino (n. 1935).
- 2012: Eric Hobsbawm, historiador británico (n. 1917).
- 2012: Dirk Bach, actor y presentador alemán (n. 1961).
- 2013: Tom Clancy, escritor estadounidense (n. 1947).
- 2013: Giuliano Gemma, actor italiano (n. 1938).
- 2013: Israel Gutman, historiador israelí (n. 1923).
- 2013: Juan José Linz, politólogo estadounidense (n. 1926).
- 2015: Hadi Norouzi, futbolista iraní (n. 1985).
- 2016: Fernando Silva Espinoza, médico y escritor nicaragüense (n. 1927).
- 2017: Stephen Craig Paddock, asesino, autor del tiroteo de Las Vegas de 2017 (n. 1953).
- 2018: Charles Aznavour, cantante compositor y actor francés (n. 1924).
- 2018: Do Muoi, político vietnamita, primer ministro de Vietnam entre 1988 y 1991.
- 2019: Karel Gott, cantante checo (n. 1939).
- 2020: Derek Mahon, poeta norirlandés (n. 1941).

## Celebraciones
- Día Internacional de la Enfermedad de Gaucher.[9]
- Día Internacional de las Personas Mayores.[10]También conocido como Día Internacional de las Personas de Edad.
- Día Internacional del Café.[10]
- Día Internacional de la Hepatitis C.
- Día Mundial de la Urticaria Crónica.
- Día Mundial del Vegetarianismo.[10]

 Compartidas
- Día del Niño en:  El Salvador,  Guatemala y  Sri Lanka.

 Por países
(Por orden alfabético)
- Argentina:
  - Día del Mar y de la Riqueza Pesquera.[10]Fue instituido en 1937 por la Liga Naval Argentina a fin de preservar las riquezas de la plataforma submarina del país.
    -  Misiones y  Corrientes:
      - Celebración del «Karaí Octubre»[11](en otras grafías caraí octubre, es decir, «Señor de Octubre», traducido del idioma guaraní),[12]a quien se le atribuye, en la creencia popular, las carencias propias del mes en esta parte del mundo. Cada año, el 1° de octubre el litoral argentino recibe el mes comiendo el Yopará, un plato de comida hecha de maíz blanco y poroto.[13]

- Azerbaiyán:
  - Día de los Fiscales.

- Bolivia:
  - Día Nacional del Árbol.

- Camerún:
  - Día de la Unificación.

- Chile:
  - Día del Oficial de Reclutamiento.[14]

- China:
  - Día Nacional de la República Popular China.

- Chipre:
  - Día de la Independencia.

- Corea del Sur:
  - Día de las Fuerzas Armadas.

- Ecuador:
  - Día del Pasillo Ecuatoriano.

- El Salvador:
  - Día de la Caficultura Nacional.[15]Según el Decreto Legislativo N° 422 del 7 de julio del 2016, para unirse a la celebración internacional determinada por la Organización Internacional del Café (OIC).

- España:
  - Día Oficial de Los Pueblos más Bonitos de España.

- Estados Unidos:
  - Día Nacional del Caballo.[16]
(en inglés: National Hair Day).

- Indonesia:
  - Día de la Santidad Pancasila.

- México:
  - Día del Arquitecto.[17]
  - Transmisión del Poder Ejecutivo e investidura del nuevo titular (cada 6 años).[18]

- Nigeria:
  - Día de la Independencia.

- Palaos:
  - Día de la Independencia.

- Perú:
  - Día del Cacao y Chocolate.
  - Día del Periodista.

- Reino Unido:
  - Día de Lincolnshire.

- Rusia:
  - Día de las Fuerzas Terrestres.

- Tuvalu:
  - Día de la Independencia.

- Uzbekistán:
  - Día del Maestro.

- Venezuela: 
  - Día del Cacao.
  - Día de Navidad.[19]

### Santoral católico

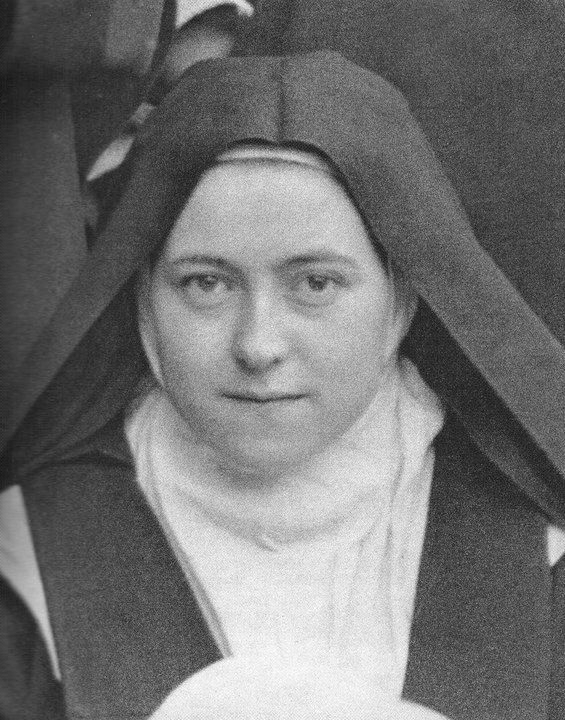
Detalle de una fotografía tomada a Teresa de Lisieux (Santa Teresa del Niño Jesús) en el patio de su monasterio en 1895

- Santa Teresa del Niño Jesús (f. 1897), virgen y doctora de la Iglesia.[20]
- San Piatón de Seclin (s. III), presbítero y mártir.
- Santos Verísimo, Máxima y Julia de Lisboa (s. III), mártires.
- San Romano de Constantinopla (f. 500), diácono.
- San Nicecio de Tréveris (f. 561), obispo y confesor.
- San Bavón de Gante (f. 651), monje.
- San Wasnulfo de Condé (s. VII), monje.
- San Geraldo Edwards y beatos Roberto Wilcox, Cristóbal Buxton y Roberto Widmerpool (f. 1588), mártires.
- Beatos Rodolfo Crockett y Eduardo James (f. 1588), presbíteros y mártires.
- Beato Juan Robinson (f. 1588), presbítero y mártir.
- Beatos Gaspar Hikojiro y Andrés Yoshida (f. 1617), mártires.
- Beato Luis María Monti (f. 1900), fundador.
- Beata Florencia Caerols Martínez (f. 1936), virgen y mártir.
- Beato Álvaro Sanjuán Canet (f. 1936), presbítero y mártir.
- Beato Antonio Rewera (f. 1942), presbítero y mártir.

 Por países
(Por orden alfabético)
- España:
  - Alcubilla de Nogales (Zamora): Fiesta en honor de San Verísimo.
  - Lucena del Cid (Castellón): Fiesta en honor de San Hermolao.